# 感染制御学
感染制御学（かんせんせいぎょがく、英語：infection control science）とは、病原体に対する感染防止方法を研究する学問のことである。感染制御科学とも呼ばれる。

## 概要
- 病院などの医療機関における院内感染などが問題になる中、医療施設における感染防止策を科学的根拠を用いて行う学問として発展した。また、医療従事者の感染防止教育、感染症の予防及び感染症の患者に対する医療に関する法律（感染症新法）などの感染症の法律などを含めた幅広い学問である。他方、再興感染症や新興感染症の抑制研究を指す言葉としても用いられており、「感染症に対抗する種々の学問領域の総称」という感がある。
- 順天堂大学大学院医学研究科では、21世紀COEプログラムにより、感染症制御科学の専門学位課程を創設されている。他の医歯薬学系大学院におけいても同様な研究室がある（ただし、感染制御科学博士（Doctor of Infection Control Science:DICS）の称号を取得できる大学院は順天堂大学大学院と北里大学大学院感染制御科学府の2大学院のみである）。
- 歯学系においては口腔感染制御学が、公衆衛生学系においては環境中の病原微生物を研究する環境感染制御学が、農学系においては植物における植物感染制御学が、獣医学系では動物を対象とした感染制御学などの細分化された専門分野が存在する。

## 関連感染制御専門職
- 感染症専門医
- インフェクションコントロールドクター（ICD）
- 感染管理看護師（感染症対策看護師）（ICN）
- 感染制御専門薬剤師（ICPH）
- 感染制御認定臨床微生物検査技師（ICMT）
- 感染管理歯科衛生士（感染制御歯科衛生士）（ICDH）
- 感染管理介護福祉士（感染制御介護福祉士）（ICCW）
- 滅菌技士（第一種・第二種）
- 医療環境管理士

## 関連感染管理組織
- 院内感染対策チーム（感染制御チーム・感染対策チーム）（ICT）
- 院内感染対策委員会（感染制御委員会・感染対策委員会）（ICC）

## 感染制御専門教育機関（大学院）
- 順天堂大学大学院医学研究科感染制御科学（博士課程）
- 北里大学大学院感染制御科学府（修士課程・博士課程）
- 長崎大学医学部歯学部附属病院感染制御教育センター（博士課程）
- 琉球大学大学院医学研究科感染制御医科学（独立専攻）（博士課程）
- 東京医療保健大学大学院 感染制御学（修士課程・博士課程）

## 関連学会
- ICD制度協議会
- 日本環境感染学会
- 日本感染症学会
- 日本口腔感染症学会
- 医療の質・安全学会
- 日本病院薬剤師会
- (社)日本看護協会
- 口腔保健協会